# Alchemilla fusoidea
Alchemilla fusoidea är en rosväxtart som beskrevs av A. Plocek. Alchemilla fusoidea ingår i släktet daggkåpor, och familjen rosväxter. Inga underarter finns listade i Catalogue of Life.